# 勒蒂藏
勒蒂藏（法語：Le Tuzan，法語發音：[lə tyzɑ̃]）是法国吉伦特省的一个市镇，属于朗贡区。

## 地理
勒蒂藏（44°27'1"N, 0°34'36"W）面积18 平方千米，位于法国新阿基坦大区吉倫特省，该省份为法国西南部沿海省份，是法國本土面积最大的省，北起滨海夏朗德省，西临大西洋，南至朗德省，东南接洛特-加龍省，东临多爾多涅省。
与勒蒂藏接壤的市镇（或旧市镇、城区）包括：卢沙茨、奥斯唐斯、圣桑福里安、马诺。

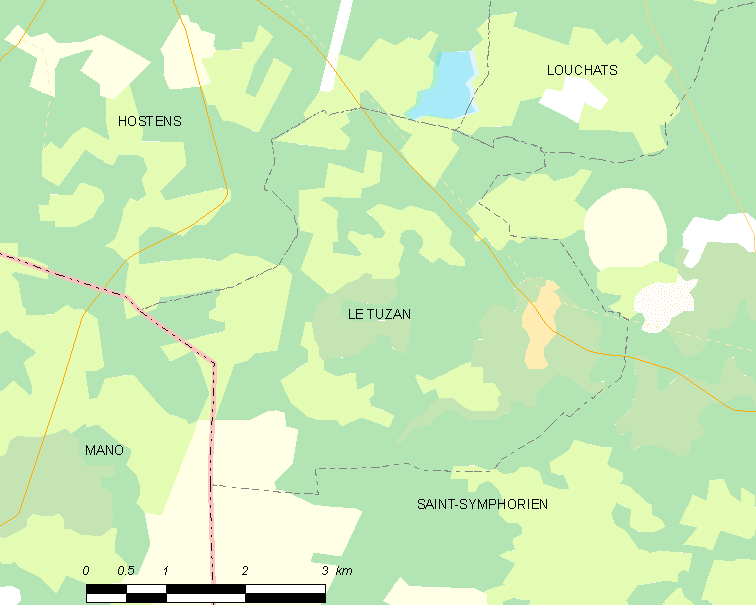
勒蒂藏的OSM定位图

勒蒂藏的时区为UTC+01:00、UTC+02:00（夏令时）。

## 行政
勒蒂藏的邮政编码为33125，INSEE市镇编码为33536。

## 政治
勒蒂藏所属的省级选区为砂砾荒原县。

## 人口

1962-2008年间勒蒂藏人口变化图示

勒蒂藏于2022年1月1日时的人口数量为257人。